# 山王 (佐倉市)
山王（さんのう）は、千葉県佐倉市の町丁。現行行政地名は山王一丁目および山王二丁目。郵便番号285-0807。

## 地理
北は太田、東から南は大篠塚、南西は四街道市山梨、西は四街道市物井に隣接している。

## 世帯数と人口
2017年（平成29年）10月31日現在の世帯数と人口は以下の通りである。
| 丁目       | 世帯数    | 人口    |
| ---------- | --------- | ------- |
| 山王一丁目 | 482世帯   | 1,229人 |
| 山王二丁目 | 899世帯   | 2,085人 |
| 計         | 1,381世帯 | 3,314人 |

## 小・中学校の学区
市立小・中学校に通う場合、学区は以下の通りとなる。
| 地域       | 小学校             | 中学校             |
| ---------- | ------------------ | ------------------ |
| 山王一丁目 | 佐倉市立山王小学校 | 佐倉市立根郷中学校 |
| 山王二丁目 | 佐倉市立山王小学校 | 佐倉市立根郷中学校 |

## 施設

### 一丁目
- 佐倉市立山王小学校
- 千葉敬愛短期大学
- 山王集会所
- 佐倉山王郵便局
- 上の谷公園
- 広町公園

### 二丁目
- 佐倉市立根郷中学校
- 佐倉南図書館
- 愛光
- はちす苑
- 山王公園
- 郷の台公園
- 長作台公園
- 高田公園
- 山王一号緑地
- 山王二号緑地

## 交通

### 鉄道
地内に鉄道駅はない。四街道市物井にある総武本線物井駅が利用できる。